# Felice Orsini

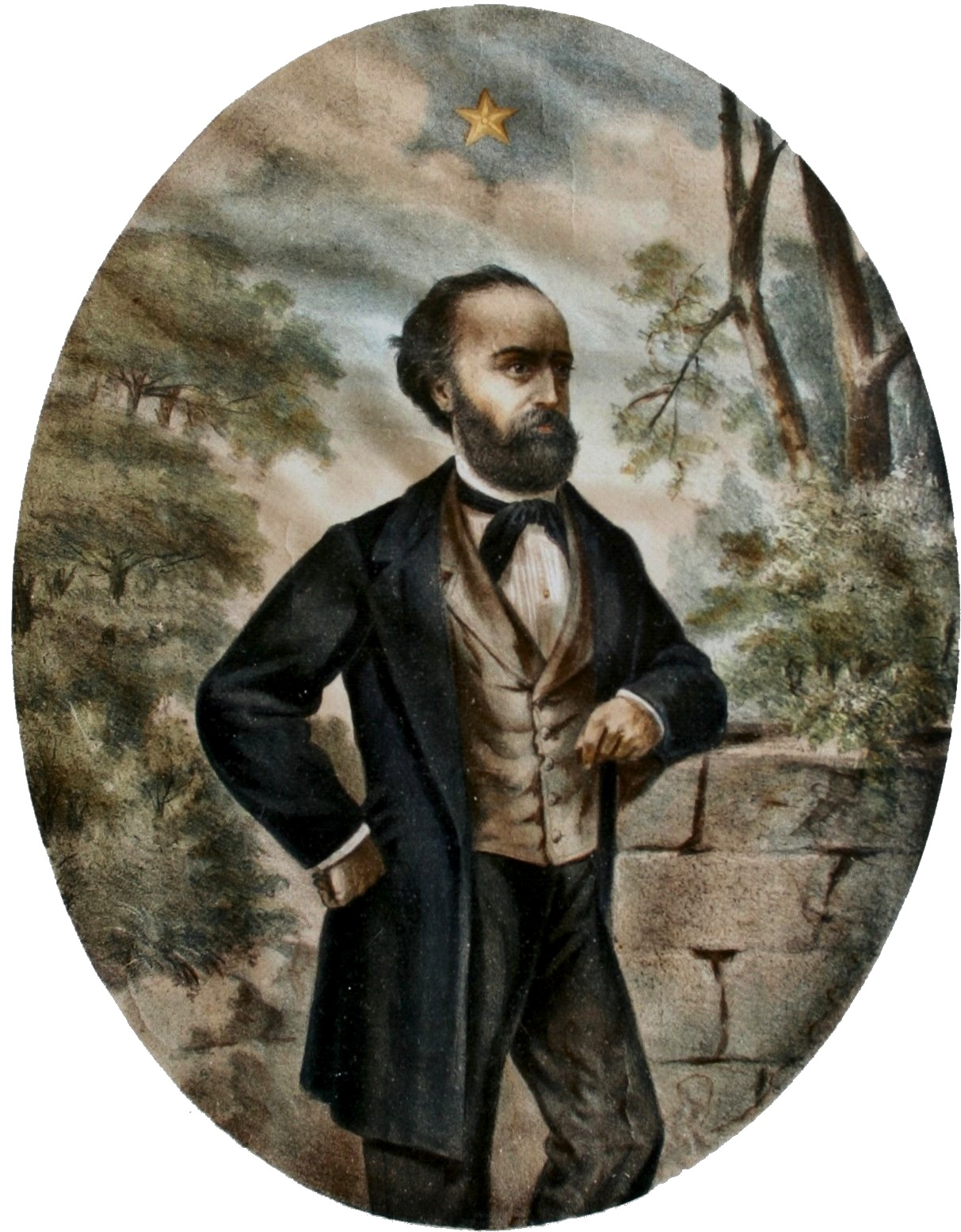
Felice Orsini

Felice Graf Orsini (* 1819 in Meldola (Emilia-Romagna); † (hingerichtet) 13. März 1858 in Paris) war italienischer Rechtsanwalt und wurde durch ein Attentat auf Napoleon III. bekannt.

## Leben
Der Vater von Felice war Mitglied der Geheimgesellschaft der Carbonari, und auch der junge Felice fühlte sich früh zu dieser Organisation hingezogen. Als er alt genug war, gab es die Organisation der Carbonari in Italien allerdings nicht mehr. Sie war unter dem Druck der Repressalien nach Frankreich ausgewichen und dort fast in Bedeutungslosigkeit verschwunden. Deshalb schloss sich Felice der Organisation des Genueser Anwalts Giuseppe Mazzini „Junges Italien“ an und wurde zu einem seiner treuesten Anhänger. Orsini nahm an der Verschwörung der Gebrüder Bandiera 1844 teil und wurde deshalb zu lebenslanger Galeerenstrafe verurteilt, aber 1846 freigelassen, da der neu gewählte Papst Pius IX. die mehr als 2000 politischen Gefangenen gegen das Versprechen, die öffentliche Ordnung nicht mehr zu stören, amnestierte. Darunter waren auch Felice und sein Vater.
1848 wurde Felice Orsini wieder als Revolutionär tätig. Zuerst diente er in der Armee des Staates Piemont, die vergebens versuchte, die Österreicher aus der Lombardei zu verjagen, wo er den Dienst nach wenigen Wochen im Rang eines Majors quittierte. Dann, nach dem Ausbruch der Revolution im Kirchenstaat und Vertreibung des Papstes, wurde Orsini zum Abgeordneten der neu ausgerufenen „Römischen Republik“. Aber schon nach wenigen Wochen mussten die Republikaner aus Rom fliehen, da die Truppen des Papstes, unterstützt von der französischen Armee, die Napoleon III. zur Wiederherstellung des Kirchenstaates entsandte, in die „Ewige Stadt“ einmarschierten und eine Welle von Verhaftungen einsetzte. Orsini floh nach Nizza. Dort lernte er andere flüchtige Revolutionäre aus fast ganz Europa kennen, darunter den russischen Adligen Alexander Herzen und den Deutschen Georg Herwegh.
Orsini blieb in enger Beziehung zu Mazzini und beteiligte sich noch an etlichen Unternehmungen seiner Organisation, die aber alle kläglich scheiterten. Im Dezember 1854 reiste Orsini nach Hermannstadt im Siebenbürgen, wo er beabsichtigte, die dort stationierten Truppen aus den von Österreich besetzten Gebieten Italiens gegen die Regierung der Habsburger aufzuwiegeln. Es misslang ihm. Er wurde verhaftet und saß ein Jahr im Castello San Giorgio in Mantua. Von dort gelang ihm im März 1856 eine spektakuläre Flucht, deren genauen Ablauf er selbst in seinen Memoiren, erschienen in London 1857 beschrieb. Seine Darstellungen wurden später von Emma Herwegh, die die Flucht organisierte, bestätigt.

## Gründe für das Napoleon-Attentat

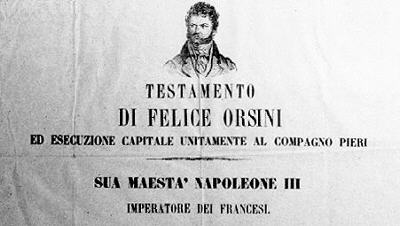
Plakat mit Abbildung Orsinis

Orsini war von seinem Mentor Mazzini enttäuscht und setzte sich nach London ab. Dort lernte er den französischen Arzt Simon François Bernard kennen, der eine radikale neujakobinische Ideologie predigte und deswegen in England einen Unterschlupf suchen musste. Nach Aussagen vieler Zeugen war dieser Ex-Schiffsarzt und begeisterte Hobbyfotograf Bernard der Spiritus rector des Attentats auf den französischen Kaiser Napoleon III. Es besteht jedoch auch Grund zur Annahme, dass Orsini sich an Napoleon für die Unterstützung des Papstes bei der Niederwerfung der Revolution in Rom 1848 rächen wollte.
Orsini selbst sagte im Prozess aus, dass er aus zweierlei Gründen handelte: Erstens wollte er Napoleon III. dafür bestrafen, dass er den berüchtigten Carbonari-Eid gebrochen hatte. Als ganz junger Adliger schloss sich nämlich der damals noch unter dem Namen Charles Louis Napoléon Bonaparte bekannte künftige französische Kaiser den revolutionär eingestellten Carbonari in Rom an. Allerdings floh er bereits nach wenigen Monaten aus Rom, und später versuchte er alles zu tun, um diese Episode seines Lebens schnell zu vergessen. Der zweite Grund war das Bestreben, die Welt auf die Situation in Italien aufmerksam zu machen, wo die Zerstrittenheit unter mehreren Staaten die andauernde Besetzung eines Großteils Italiens durch Österreich-Ungarn weiterhin begünstigte.

## Das Attentat
Bernard hatte sich als Hobbyfotograf gewisse Kenntnisse der Chemie angeeignet. Er kannte die Wirkung des 1799 vom Engländer Howard entdeckten Knallquecksilbers. Er kaufte sich deshalb in einer Londoner Apotheke alle benötigten Ingredienzien und machte daraus die Substanz, mit der er die von dem Kommunisten Thomas Allsop hergestellten Behälter abfüllte. Das Ausprobieren wurde einem anderen Teilnehmer der Verschwörung, dem Chefredakteur der sozialistischen Zeitung „The Reasoner“ George Holyoake, übertragen. Orsini gelang es außerdem, drei andere Landsleute (Antonio Gomez, Giuseppe Andrea Pieri und Carlo di Rudio) für das Unternehmen zu gewinnen. Nach dem erfolgreich verlaufenen Test machte er sich am 28. November 1857 aus London Richtung Frankreich auf. Die anderen folgten ihm in kurzen Zeitabständen. Das Knallquecksilber führte Orsini bei sich, während die seltsam aussehenden Behälter, als „neuartige Geräte für die Gasbeleuchtung“ deklariert, über Ostende und Brüssel nach Paris gelangten.
Dort, in der französischen Hauptstadt, fand das Attentat am 14. Januar 1858 statt. Jedoch mussten die Verschwörer von Anfang an Rückschläge hinnehmen. Kurz vor der Ausführung des Plans wurde Pieri von einem Kriminalkommissar festgenommen. Die restlichen Attentäter führten ihr Vorhaben trotzdem aus. Als die Wagenkolonne des französischen Kaisers um neun Uhr abends vor der Oper in der Rue Le Peletier erschien, schleuderten sie vier Bomben. Die Wucht der Explosionen war so enorm, dass die Straßenbeleuchtung verlosch, das Glasdach über dem Eingang der Oper zerbarst und mehr als hundert Menschen verletzt wurden. Die genaue Zahl der Betroffenen wurde später mit 156 angegeben, davon starben acht an ihren Verletzungen. Der Kaiser Napoleon III. und seine Frau wurden wie durch ein Wunder nicht verletzt.
Mit Hilfe des verhafteten Pieri war es für die Polizei ein leichtes, die übrigen Verschwörer, darunter auch Felice Orsini, zu verhaften.

## Prozess und Folgen
Orsini bekannte sich während der Verhandlung zu der Tat und gab ausführliche Auskunft über seine Motive. Nach Berichten mehrerer Zeugen war Orsinis Auftritt so würdevoll und ernst und gleichzeitig so aristokratisch lässig, dass er innerhalb weniger Tage zum Liebling des Publikums wurde. Angeblich sei Napoleon III. durch die freiheitliche Rhetorik Orsinis so beeindruckt gewesen, dass er den Polizeichef ins Gefängnis schickte, um Orsini sein Bedauern mitzuteilen, dass die Vollstreckung der Todesstrafe leider aus Gründen der Staatsräson unumgänglich sei.
Am 13. März 1858 wurden Orsini und Pieri öffentlich in der Rue de la Roquette auf der Guillotine hingerichtet. Gomez und di Rudio wurden zu lebenslanger Freiheitsstrafe verurteilt. Drei Jahre später gelang di Rudio eine Flucht aus Cayenne, wo er die Strafe verbüßte, nach Amerika, wo er es im Amerikanischen Bürgerkrieg bis zum Major brachte. Er starb erst 1913 in San Francisco und hinterließ Memoiren. Gomez wurde erst nach vielen Jahren aus der Haft entlassen und kehrte in seine Heimat nach Neapel zurück. Sein weiteres Schicksal ist unbekannt.
In Großbritannien führte das Attentat zu einer Regierungskrise. Um den Missbrauch der britischen Gastfreundschaft durch Extremisten vom Kontinent zu verhindern, brachte die Regierung Palmerston ein Gesetz gegen die Verschwörer, die Conspiracy Bill, ein. Das Gesetz wurde jedoch niedergestimmt, da Frankreich alles unternahm, um England als „Hort“ von Extremisten zu denunzieren, und die britischen Abgeordneten sich durch solche Ausfälle in ihrem Stolz verletzt fühlten. Die Regierung trat am 20. Februar 1858 zurück. Auch Bernard wurde von einem Geschworenengericht freigesprochen, weil die Jury sich nicht vom französischen Kaiser „einschüchtern“ lassen wollte. Sowohl Allsop als auch Holyoakes kamen ungeschoren davon, da der Staatsanwalt unter dem Eindruck des Freispruches für Bernard die Anklage gegen Allsop fallen ließ und die Beteiligung von Holyoakes erst 30 Jahre später bekannt wurde. Wenige Monate nach dem Attentat trafen sich Napoleon III. und der sardinische Regierungschef Cavour in den Vogesen. Sie verabredeten, dass Sardinien Österreich zum Krieg provozieren und dass Frankreich dann Sardinien zur Hilfe kommen werde.
Der Sardinische Krieg endete 1859 nach drei Monaten damit, dass Österreich die Lombardei an Frankreich abtrat; zwei Jahre später entstand das Königreich Italien.